# Букарьов Дмитро Євгенович
Букарьов Дмитро Євгенович (нар. 19 квітня 1971, м. Хмельницький — пом. 29 липня 2022, селище Оленівка, Донецької області) — український військовослужбовець, полковник (посмертно) Національної гвардії України, заступник командира окремого загону спеціального призначення НГУ «Азов», учасник російсько-української війни, який відзначився під час відбиття російського вторгнення в Україну і загинув у полоні внаслідок терористичного акту, вчиненого в ніч проти 29 липня 2022 року російськими окупаційними військами на території колишньої Волноваської виправної колонії № 120. Кавалер ордена «За мужність» ІІ та ІІІ ступенів (відповідно, 2023, посмертно та 2022 рр.).

## Життєпис
Дмитро Букарьов народився 19 квітня 1971 року у Хмельницькому, 1973-го його родина переїхала у Черкаси, де Дмитро зростав і 1988 року закінчив школу № 11. 
За направленням Черкаського приладобудівного заводу у 1988—1995 рр. пройшов навчання у Балтійському державному технічному університеті імені Д. С. Устинова м. Санкт-Петербурга (на військово-морській кафедрі). Повернувся до Черкас і почав працювати інженером-конструктором у СКБ «Стріла» НВК «Фотоприлад». 
1998 року Дмитро був прийнятий на службу до військової контррозідки Служби безпеки України, у серпні 2005-го звільнився у військовому званні «майор». 
У 2005-2014 рр. працював на черкаських підприємствах на різних посадах: інженера, начальника служби безпеки, журналіста.
. 
Шанував українські мову і традиції, вивчав історію, різні релігії, досконало знав Біблію. Більшу частину життя був атеїстом, але 
зрештою став рідновіром. Саме обране ним у у 2004-2005 рр. рідновірське ім'я «‎Білотур» згодом стане його позивним на війні...

### 2014
Із початком російської агресії 2014 року намагався відновитися на службі у СБУ, але йому двічі відмовили, нібито через те, що на той час доукомплектування не проводили. Тому Дмитро вирішив приєднатись до добровольчого підрозділу, обравши «Азов», який у той час мав статус батальйону патрульної служби міліції особливого призначення, тому його прийняли на службу у спеціальному званні «рядовий міліції».
|                  | У нього... не було отого відчуття власної важливості, воно його ніколи не душило. Тому не переймався. Ним командували хлопці, які вже мали по два-три місяці бойового досвіду. Він розповідав, що це було смішно, що ним керували 18-річні діти, але сприймав все з розумінням, бо був зосереджений на меті — доєднатися до підрозділу і стати на захист держави... |
| — Тетяна, сестра | |

Коли «Азов» увійшов до складу до Національної гвардії України, Дмитра було поновлено у військовому званні майора. «Його зацікавила артилерійська розвідка і він почав вивчати цей напрямок. Зрештою, він розбудовував азовську артилерію і на момент повномасштабного вторгнення був заступником командира полку із застосування артилерії», — розповіла сестра.
|                             | Безпосередньо познайомився з Білотуром ще навесні 2015 року під час активних бойових дій в Широкиному. Після втрати Донецького аеропорту та Дебальцевого це була одна з найгарячіших точок на мапі. Білотур справляв враження глибокодумної людини із стратегічним мисленням, міг швидко адаптовуватися під тодішні реалії. На той момент мені, як командиру роти, здавалося, що він один із небагатьох офіцерів, хто дійсно тямить в артилерії. |
| — «Редіс», командир «Азова» | |

Під час служби у «Азові», аби мати «відчуття дому», купив будинок у селі під Маріуполем і у вільний від служби час хазяйнував там. 
Дмитро присвятив вісім років життя захисту України, виховав чимало молодих «азовців»-артилерістів. З 28 лютого 2020 року — заступник командира Окремого загону спеціального призначення НГУ «Азов» НГУ із застосування артилерії. 2022 року закінчив Національний університет оборони України імені Івана Черняховського (заочно).

### 2022
Із початком російського вторгнення в Україну Дмитро разом із побратимами гідно тримав оборону Маріуполя. Сестра Тетяна посилається на слова «Редіса», який згадував, що поки був боєкомплект до «азовської» артилерії, росіяни не мали жодного шансу потрапити у місто: «У них була обмежена кількість снарядів, але кожен постріл був влучним».
|                             | Під час оборони Маріуполя він був на посаді начальника артилерії полку. Ефективно керував приданими силами та засобами артилерії, що неодноразово заважало росіянам підійти до околиць Маріуполя та прорватися в місто. |
| — «Редіс», командир «Азова» | |

Під час оборони міста підполковнику Букарьову довелося організовувати переправу на човнах поранених та залишків боєприпасів. Виявив себе як герой і безстрашний воїн, коли разом із підлеглими перебував в облозі на території металургійного комбінату «Азовсталь», відбиваючи штурми ворога, відкопуючи побратимів із сховищ, зруйнованих бомбуваннями. Одного разу під час бомбового удару по бункеру «Бастіон» засипало й Дмитра, товариши вважали його загиблим, але відкопали Дмитра фактично неушкодженим, і «Калина» розповідав сестрі Тетяні, що був вражений його врівноваженістю. 
20 травня 2022 року за наказом вищого військового керівництва заради збереження життя людей Дмитро вийшов з побратимами з «Азовсталі» та потрапив у так званий «полон за домовленістю»». Утримувався на території колишньої Волноваської виправної колонії № 120,  в окупованому селищі Оленівка Кальміуського району Донецької області, де окупанти утворили фільтраційну в’язницю. З гідністю переносив тяготи та муки неволі, демонструючи приклад стійкості молодшим побратимам. 
У ніч на 29 липня 2022 року прийняв мученицьку смерть у полоні внаслідок масового вбивства військовополонених, влаштованого окупантами у колонії в Оленівці
.
За рік після загибелі, після повернення тіла (11 жовтня 2022 року під час чергового обміну полеглими) та ідентифікації за двома експертизами ДНК 8 липня 2023 року похований із військовими почестямі на Алеї Героїв кладовища № 4 м. Черкаси.

## Родина
У Дмитра залишилися дві доньки, мама, сестра, племінник.

## Нагороди
- Знак МВС - медаль «Захиснику Маріуполя» (наказ МВС України № 2496 о/с від 25.11.2015).
- Нагрудний знак «За відзнаку в службі» (наказ МВС України №480 о/с від 28.04.2016).
- Відзнака МВС України «Вогнепальна зброя» (2017)[3].
- Почесна відзнака «За оборону Маріуполя» (наказ №543 від 11.10.2017 р.).
- Відзнака Командувача об'єднаних сил «Козацький хрест» III ступеня (наказ № 594 від 08.10.2018).
- Нагрудний знак DEI GRATIA 30 ОМБр (наказ Міністерства оборони України №1925 від 20.08.2019).
- Відзнака Командувача об'єднаних сил «Козацький хрест» II ступеня (наказ № 293 від 21.09.2019).
- Медаль «За військову службу Україні» (Указ Президента України № 254/2022 від 17 квітня 2022 року)[9].
- Орден «За мужність» III ступеня (указ Президента України № 290/2022 від 30.04.2022) [10].
- Орден «За мужність» II ступеня (посмертно) (указ Президента України № 726 від 03.11.2023) за особисту мужність і самовідданість, виявлені у захисті державного суверенітету та територіальної цілісності України, сумлінне та бездоганне служіння Українському народові[11][12].
- Почесна відзнака «Захисник України – Герой Черкас» (травень 2024, посмертно)[4].

## Вшанування
18 травня 2025 року травня під час ХХХ вшанувань Героїв Холодного Яру, на Меморіалі козакам-добровольцям (біля Мотриного монастиря) урочисто відкрито нові пам’ятники шести полеглим борцям за Українську державу, серед яких Букарьов-«Білотур» Дмитро Євгенович, заступник командира ОЗСП НГУ «Азов» (з артилерії), полковник (посмертно) .